# Ecnomus dares
Ecnomus dares är en nattsländeart som beskrevs av Malicky 2000. Ecnomus dares ingår i släktet Ecnomus och familjen trattnattsländor. Inga underarter finns listade i Catalogue of Life.